# Balinka
Balinka är ett vattendrag i Tjeckien. Det ligger i regionen Vysočina, i den centrala delen av landet, 140 km sydost om huvudstaden Prag.